# نيكولاي بوخارين
نيكولاي بوخارين (أكتوبر 9، 1888 - مارس 15، 1938) كان ماركسي بلشفي سياسي سوفيتي نشط في الثورة البلشفية ثم في الحكومة السوفيتية حتى أصبح أحد قاداتها شغل العديد من المناصب لعل اهمها: عضوا في المكتب السياسي (1924-1929)واللجنة المركزية (1917-1937)لأمين العام للجنة التنفيذية للأممية الشيوعية (الكومنترن ورئيس تحرير جريدة برافدا (1918-1929)، بعد وفاة لينين. تحالف مع ستالين ضد خصومه من المعارضة المتحدة حتى تفوق عليهم الا انه سرعان ما اختلف مع ستالين وعارض سياسته إلى ان أزيح من المكتب السياسي عام 1929. كان أحد أهم الضحايا للتصفيات الجسدية التي حدثت في الثلاثينيات.

## نشأته وحياته قبل الثورة البلشفية

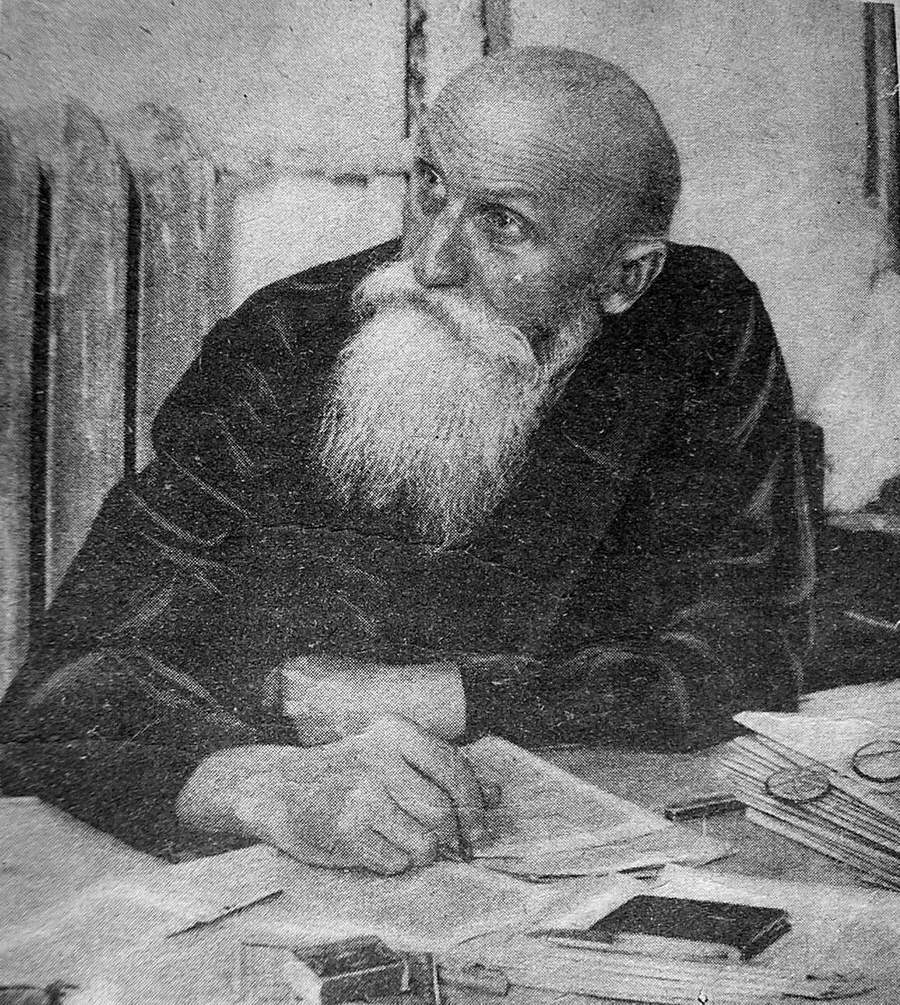
ايفان بوخارين والد نيكولا بوخارين

ولد بوخارين عام 1888, في موسكو لأبوين يعملان في التعليم بدأت حياتة السياسية في سن السادسة عشرة عندما شارك في الأنشطة الطلابية في جامعة موسكو المتعلقة الثورة الروسية عام 1905. انضم إلى حزب العمال الاشتراكي الديمقراطي الروسي في عام 1906، ليصبح عضوا في الفصيل البلشفي وقام بعقد مؤتمر وطني للشباب 1907 في موسكو , وعندما بلغ العشرين من العمر كان عضوا في لجنة موسكو للحزب. وكانت اللجنة مخترقة من قبل الشرطة السرية القيصرية، وباعتبار بوخارين أحد قادتها فقد تعرض للاعتقال مرات عديدة، والتقى أيضا مستقبل زوجته الأولى، التي كانت أيضا عضوة في الحزب. تزوجا بعد فترة وجيزة في المنفى عام 1911, في عام 1911 ، بعد السجن بمدة وجيزة، تم نفيه إلى أونيغا في أرخانجيلسك، ولكن سرعان ما هرب إلى هانوفر، حيث مكث هناك لمدة عام قبل ذهابة إلى كراكوف في عام 1912 وهناك التقى بـ لينين لأول مرة.وفي هذا الوقت بدأ بوخارين نشاطاته الأدبية، فكتب سلسلة من المقالات هاجم فيها ناقدي الماركسية، نشرت فيما بعد عام 1924 تحت عنوان «هجوم». وقد قام بمساعدة جوزيف ستالين في كتابة مقالة (الماركسية و المسألة القومية) بناء على طلب لينين. في شتاء 1912-1913 استمع بوخارين في فيينا إلى محاضرات أوجين بوهم ـ بافرك[ر] Eugen BohmVon Bawerk في الاقتصاد السياسي، وهو زعيم المدرسة النمساوية في الاقتصاد. وكتب بوخارين آنذاك مؤلفه «النظرية الاقتصادية عن الطبقة المرفهة التي لا تعمل» الذي ينظر إليه في الأوساط الماركسية على أنه خير تفنيد ودحض لنظريات زعيم المدرسة النمساوية. بعد اندلاع الحرب العالمية الأولى اعتقلت الشرطة النمساوية بوخارين بتهمة التجسس، وطرد فيما بعد إلى سويسرا، حيث انضم إلى البلاشفة في معركتهم مع الماركسيين الذين أيدوا الحرب تحت ذريعة «الدفاع عن الوطن الأم» وكتب في الوقت ذاته كتاباً جديداً «الامبريالية والاقتصاد العالمي» (1915). ثم انتقل بوخارين من سويسرا إلى السويد، فالنروج، ثم وصل عام 1916 بطريقة غير قانونية إلى الولايات المتحدة الأمريكية حيث التقى تروتسكي الذي كان قد طرد من فرنسا. وهناك قام بوخارين بتحرير واصدار صحيفة نوفي مير ( العالم الجديد ) مع ليون تروتسكي.

## نشاطه أثناء الثورة البلشفية حتى عام 1923
عندما اندلعت الثورة البلشفية بداء المهاجريين الشيوعيين بالعودة إلى روسيا من اجل دعم الثورة ترك تروتسكي نيويورك في 27 مارس 1917، و ابحر إلى سانت بطرسبرغ . ترك بوخارين نيويورك في أوائل أبريل، وعاد إلى روسيا عن طريق اليابان وسيبيريا إلى موسكو في أوائل شهر مايو، 1917 وعند عودته إلى موسكو، استأنفت بوخارين مقعده في لجنة مدينة موسكو و أيضا أصبح عضو المكتب الإقليمي للحزب وكان أحد الزعماء البلاشفة البارزيين في موسكو جنبا إلى جنب مع تروتسكي ولينين ودزيرجينسكي وسفيردلوف وستالين وفي أعقاب ثورة أكتوبر، أصبح بوخارين رئيس تحرير صحيفة الحزب، برافدا ايد بوخارين فكرة تروتسكي في قيام الثورة العالمية، كان دائما يختلف مع لينين في اتخاذ القرارات ولم يلبث أن استقال من منصبة عام 1918 بعد أن اختلف مع لينين حول معاهدة بريست ـ ليتوفسك، إذ كان يميل في الواقع إلى استمرار محاربة ألمانيا، وبعد مدة وجيزة استرد مركزه في «البرافدا».
كان بوخارين في ذلك الوقت على رأس مجموعة من الشيوعيين، ونادى بالحرب الثورية، وعارض فكرة تقديم تنازلات لرأس المال الأجنبي من أجل تطوير الصناعة في الاتحاد السوفيتي، كما عارض فكرة استخدام الاختصاصين البرجوازيين، ورحب بشيوعية الحرب التي فرضتها ضرورات الحرب الأهلية وبدت وسيلة أسرع للوصول إلى المجتمع الشيوعي. وقد وضح بوخارين أفكاره هذه في كتاب «اقتصاد المرحلة الانتقالية» 1920، وفي كتابه الوجيز الذي ألفه بالاشتراك مع بريو براجنسكي «أبجدية الشيوعية» 1921، كما نشر في العام نفسه «النظرية المادية التاريخية»، وفيه نظرة حتمية أو آلية، كما ساند مجموعة من الكتاب الذين نادوا بأدب بروليتاري، خلافاً للينين وتروتسكي اللذين امتنعا عن إخضاع مبادئ الأدب والفنون إلى تقلبات زمن مضطرب كدكتاتورية البروليتارية، بانتظار ازدهار ثقافة مجتمع لا طبقي هيأته الثورة. ولكنه أقسم إنّ سلوكه في تلك المرحلة على رأس الجناح اليساري كان خطأ.

## الصراع على السلطة
بعد وفاة لينين في عام 1924، أصبح بوخارين عضوا كامل العضوية في المكتب السياسي. ودخل في الصراع على السلطة بين ليون تروتسكي وغريغوري زينوفييف وكامينيف، و ستالين، اظهر بوخارين نفسة بأنة وسطي في الحزب لكن في الحقيقة كان قد وقف بجانب ستالين و أيد السياسة الاقتصادية الجديدة ضد المعارضة اليسارية، التي أرادت التصنيع أكثر سرعة، مع تصاعد النضال الطبقي ضد الكولاك، و التحريض على الثورة العالمية. كان بوخارين صاغ نظرية "الاشتراكية في بلد واحد» التي طرحها ستالين في عام 1924 ، الذي جادل بأن الاشتراكية ( في النظرية الماركسية، والمرحلة الانتقالية من الرأسمالية إلى الشيوعية ) يمكن تطويرها في بلد واحد، حتى ولو كانت متخلفة كما روسيا. وذكرت هذه النظرية الجديدة التي تحتاج أن تشجع الثورة لم تعد موجودة في البلدان الرأسمالية اما روسيا يمكن وينبغي تحقيق الاشتراكية وحدها. فإن هذة الاطروحة تصبح السمة المميزة للستالينية ,تخلص ستالين من تروتسكي وطردة من الحزب وبحلول عام 1926 ،تمكن ستالين من التخلص من زيننييف وكامينيف، وتتمتع بوخارين باعلى درجة من القوة خلال الفترة 1926-1928 . بوصفه زعيم الجناح للحزب مع اليكسي ريكوف وميخائيل تومسكي، أصبح بوخارين رئيس لنقابات العمال، و أصبح الأمين العام للجنة التنفيذية الكومنترن في العام 1926 . دفع النقص في الحبوب عام 1928 بستالين إلى تغيير خطتة في إدارة الاقتصاد، واقترح برنامجا للتصنيع السريع و الجماعي لأنه يعتقد أن السياسة الاقتصادية القديمة لم تكن ناجحة ويجب استبدالها بسياسة جديدة. ورأى ستالين ان قرارة بالتخلص من خصومة السابقين تروتسكي و زينينف وكامينيف كان قرارا صائبا. لكن في النهاية بوخارين قلق من خطة ستالين بانها يمكن ان تؤدي إلى استغلال الفلاحين معتقدا بانها ستعكس نظرية سلبية عن الشيوعية

## تأييده لستالين وسقوطه
دافع بوخاريين في البداية عن الخطة الاقتصادية الجديدة لستالين مما ادى إلى انخفاض شعبيتة في كوادر الحزب وتمت مهاجمتة من قبل المعارضين لسياسة ستالين لكنة قال أن الثورة ستكون في خطر دون وجود سياسة قوية على تشجيع التصنيع السريع، وقد ساعد ستالين في الوصول إلى السلطة وكان بوخارين من أكثر المخضرمين السياسيين الذين يدعمون ستالين في الحزب وحاول الحفاظ على مظهر الوحدة داخل قيادة الحزب. لكنة لاحقا غير رأية واصبح معارض سريا لستالين وحاول بوخاريين كسب تائييد المعارضيين لستالين والانضامام اليهم سرا لكنة انكشف وجرى تسريب تفاصيل لقائه مع كامينيف حيث قال لكامينيف «إن ستالين جنكيز خان آخر» و«سيدمرنا جميعاً». كما قال أيضاً: «إن الأمر الأسوأ ينتج من اندماج الحزب في الدولة», وبعد كشف الأمر خسر بوخارين منصبة في الكومنترن في أبريل 1929 وخسر منصبة كـ رئيس تحرير جريدة برافدا، و طرد من المكتب السياسي في 17 نوفمبر 1929, واضطر بوخارين إلى نبذ وجهات نظره تحت الضغط. وقال انه كتب رسائل إلى ستالين يتوسل للمغفرة واعادتة إلى مناصبة، ولكن من خلال التنصت على اتفاقيات بوخارين مع أعداء ستالين، عرف ستالين ان توبة بوخارين غير صادقة.الا ان ستالين قرر لاحقا إعادة بوخارين إلى منصبة لكن دون ان يمارس أي سلطة مع تشديد الرقابة والخناق علية، وقد أصبح بوخارين لاحقا رئيس تحرير لصحيفة «إزفستيا» حتى 16 شباط 1936.

## محاكمته

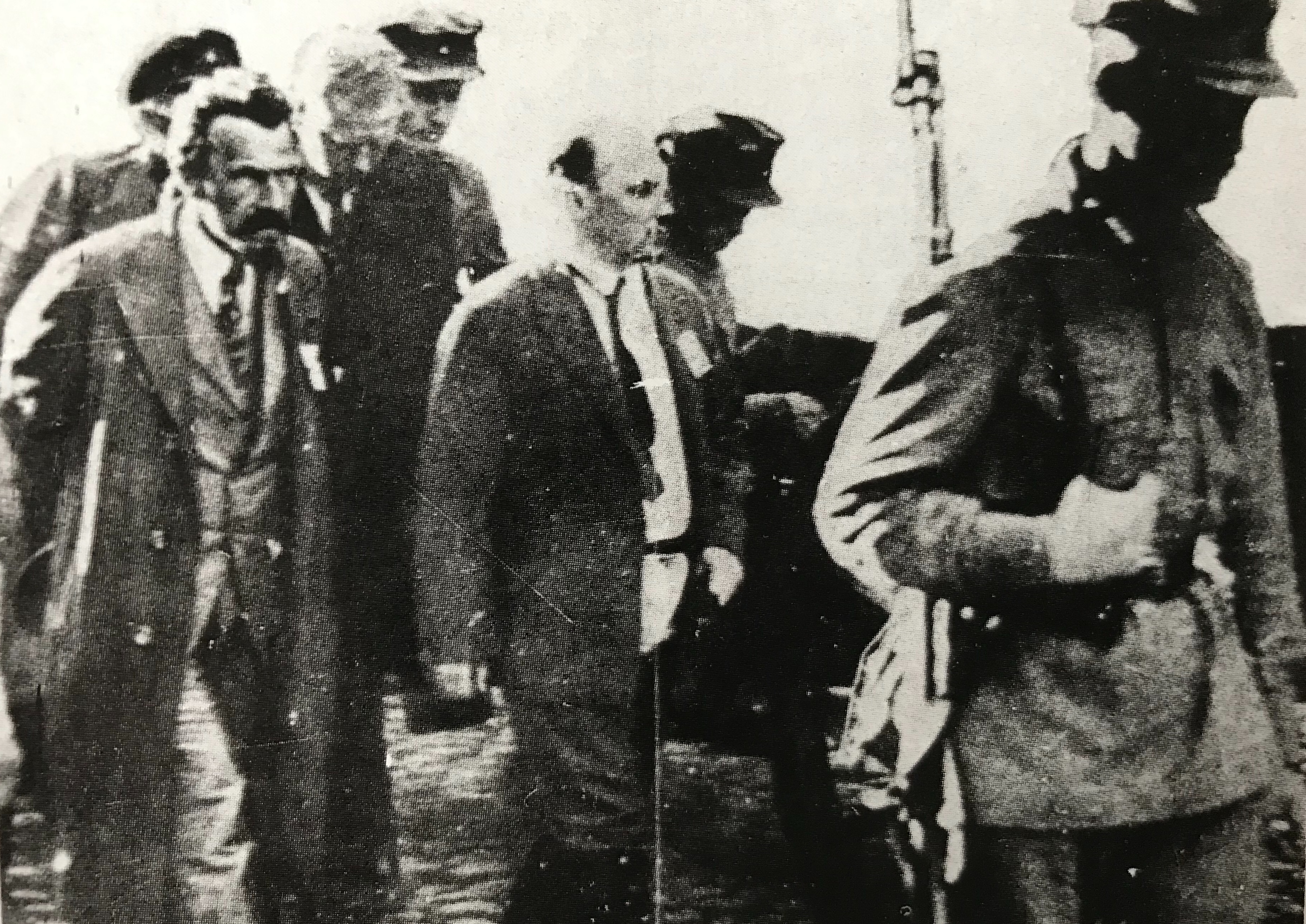
نيكولا بوخارين اثناء اعتقالة مع اليكسي ريكوف

بعد محاكمة وإعدام زينوفييف و كامينيف، وغيرهم من البلاشفة القدماء في عام 1936, القي القبض على بوخارين واليكسي ريكوف واتهمو بالخيانة العظمى بالتأمر لقلب نظام الدولة السوفيتية وقد حوكم بوخارين في محكمة موسكو جنبا إلى جنب مع اليكسي ريكوف و16 اخريين وكان بوخارين المتهم الرئيس في محاكمة «جبهة اليمينيين والتروتسكيين المناوئين للحكم السوفيتي» التي جرت ما بين 2-13 آذار 1938، وقد وجهت إليه اتهامات كثيرة، منها التآمر لإطاحة ستالين، والجاسوسية لحساب الدول الكبرى لتمزيق الاتحاد السوفيتي، ومحاولة اغتيال لينين عام 1918 , وتسميم مكسيم غوركي، كان المراقبيين في المحكمة يضهرون تعاطفهم مع بوخارين ويرون ان الاتهامات مبالغة بعض الشيء الا ان بوخارين اعترف ببعض الأمور وقد فسر المؤرخين اعتراف بوخاريين بأنة اعترف حتى يضمن الامان لعائلتة دون التعرض لهم من قبل السلطات.

## اعدامه
تم إعدام بوخارين بعد المحاكمة مباشرة، رميا بالرصاص في 15 مارس 1938, وقد اضهر الكثير من المؤرخيين تعاطفهم مع بوخاريين ووصفو بأنة (كنز البلاد) وعلى الرغم من وعد تجنيب عائلتة للعقاب الا ان زوجتة ارسلت إلى معسكرات العمل الشاق، وقد عاشت طويلا لتشهد قراراً في شباط 1988 نص على إعادة الاعتبار لشخصية نيكولاي بوخارين على انة أحد رموز الاتحاد السوفيتي.

## مكانتة السياسية واسهاماتة
ادلى بوخارين عدة إسهامات ملحوظة في الفكر الماركسي اللينيني، وأبرزها اقتصاد الفترة الانتقالية (1920) وكتاباته في السجن، فضلا عن كونه عضوا مؤسسا في الأكاديمية السوفيتية للفنون والعلوم،. وكانت له مساهمات الأولية لعلم الاقتصاد نقده للنظرية المنفعة الحدية، وتحليله للإمبريالية، وكتاباته بشأن الانتقال إلى الشيوعية في الاتحاد السوفيتي.

## مؤلفاته
- 1915: نحو نظرية للدولة الامبريالية
- 1917: الإمبريالية والاقتصاد العالمي
- 1917: الثورة الروسية وأهميتها
- 1918: الفوضى والشيوعية العلمية
- 1918: برنامج الثورة العالمية
- 1919: كنيسة ومدرسة في الجمهورية السوفيتية
- 1919: الجيش الأحمر والثورة المضادة
- 1919: السوفيت أو البرلمان
- 1920: ابجدية الشيوعية
- 1920: في البرلمان
- 1920: سر من دوري (الجزء الأول)
- 1920: سر من دوري (الجزء الثاني)
- 1920: منظمة الجيش وبنية المجتمع
- 1920: العمل المشترك لوعاء المشترك
- 1921: عصر الأعمال العظيمة
- 1921: السياسة الاقتصادية الجديدة في روسيا السوفيتية
- 1921: المادية التاريخية نظام لعلم الاجتماع
- 1922: منظمة اقتصادية في روسيا السوفيتية
- 1923: الحزب الماركسي العظيم
- 1923: المؤتمر الثاني عشر للحزب الشيوعي الروسي
- 1924: الإمبريالية وتراكم رأس المال
- 1924: نظرية الثورة الدائمة
- 1926: مهام الحزب الشيوعي الروسي
- 1927: النظرية الاقتصادية للطبقة
- 1927: الثورة العالمية والاتحاد السوفيتي
- 1928: أشكال جديدة من الأزمة العالمية
- 1929: ملاحظات من الاقتصاديين
- 1930: تمويل رأس المال في الجلباب البابوية.
- 1931: النظرية والتطبيق من وجهة نظر المادية الديالكتيكية
- 1933: تدريس ماركس وأهميته التاريخية
- 1934: الشعر، شاعرية ومشاكل الشعر في اتحاد الجمهوريات الاشتراكية السوفيتية

## رسوماته
كان بوخارين رسام كاركتيري ساخر وكانت رسوماتة تقتصر على توضيح مسيرة المسؤلين السوفيت.

## وصلات خارجية
- نيكولاي بوخارين على موقع الموسوعة البريطانية (الإنجليزية)
- نيكولاي بوخارين على موقع إن إن دي بي (الإنجليزية)